# Präfektur Ōita
Die Präfektur Ōita (japanisch 大分県 Ōita-ken) ist eine der Präfekturen Japans. Sie liegt Nordosten der Region Kyūshū auf der Insel Kyūshū und über 100 kleineren Inseln. Die flächenmäßig drittkleinste Präfektur beansprucht etwa 15 Prozent der Fläche von Kyūshū. Seit den 1980er Jahren ist das Bevölkerungswachstum rückläufig, die Bevölkerungsdichte ist geringer als die der Region bzw. Insel. Sitz der Präfekturverwaltung ist die gleichnamige Stadt Ōita.

## Lage und Geografie
Die Präfektur erstreckt sich zwischen 130°49'29" und 132°10'38" ö.L. sowie zwischen 32°42'52" und 33°44'26" n. Br. Sie hat eine Küstenlänge von 774 Kilometern. Der Nakadake (中岳) in den Kūju-Bergen (九重山, Kujūsan) liegt im Aso-Kujū-Nationalpark und ist mit 1791 m der höchste Berg der Präfektur.

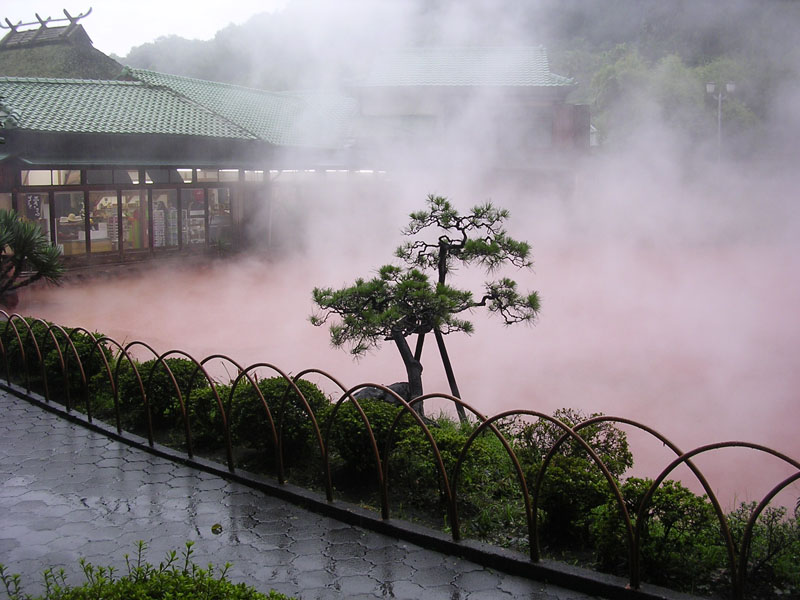
Beppu
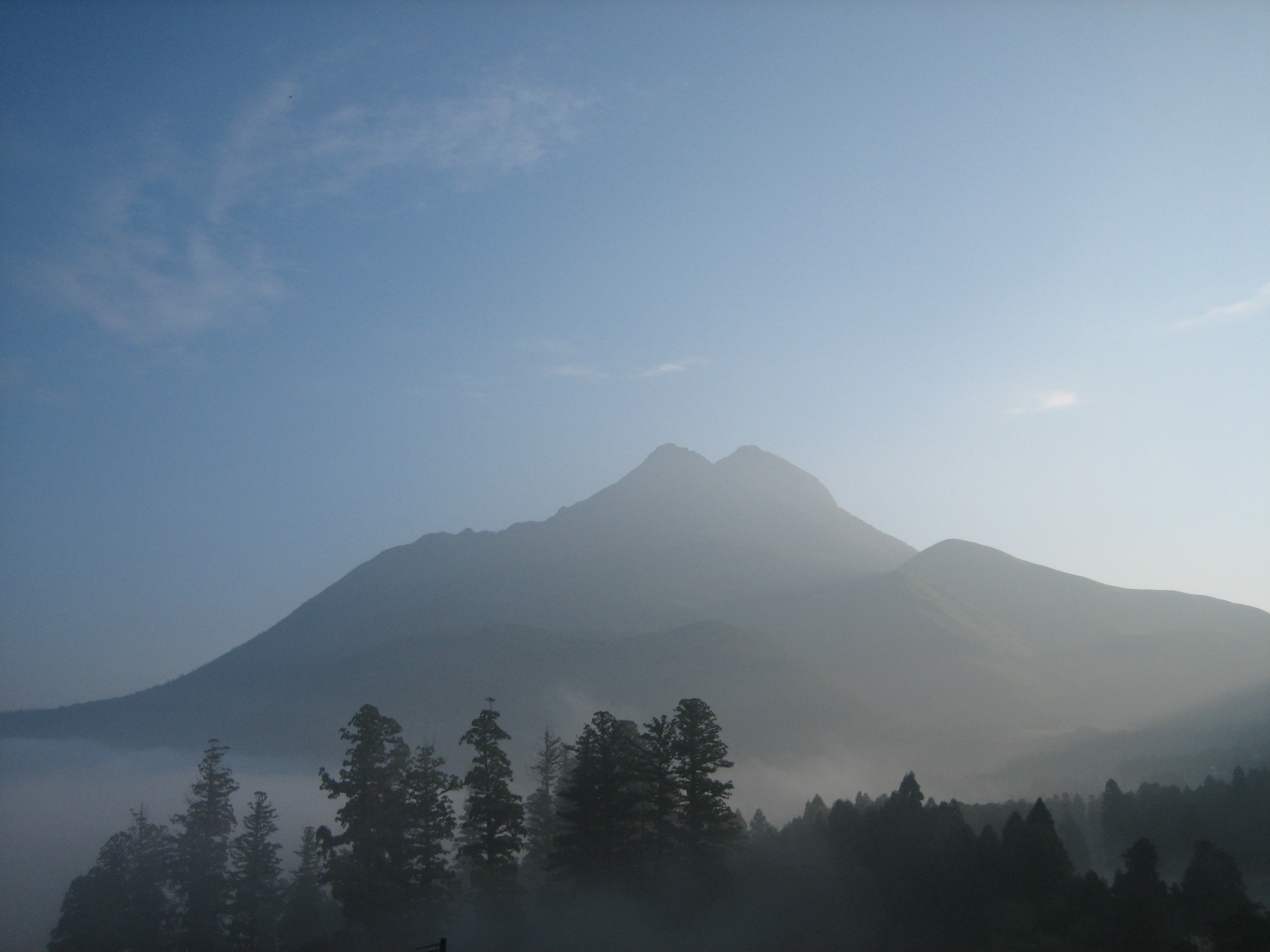
Berg Yufu (1583 m)

## Geschichte
Die heutige Präfektur Ōita entstand bei den Neugliederungen der über 300 Präfekturen Japans 1871/72 und 1876 aus Präfekturen in der altertümlichen Provinz Bungo und der Westhälfte der Provinz Buzen. Am 14.11.Meiji 4 (gregorianisch 25. Dezember 1871) wurden die acht Präfekturen Kitsuki, Hiji, Funai, Usuki, Hita, Mori, Oka und Saiki zu einer ersten Präfektur (-ken) Ōita fusioniert, die danach weitgehend deckungsgleich mit Bungo war. Namensgebend und Sitz der Präfekturverwaltung war der Landkreis (-gun) Ōita, aus dem später im 20. Jahrhundert die kreisfreie Stadt (-shi) Ōita herausgelöst wurde. 1876 erreichte Ōita durch die Übertragung der Kreise Usa und Shimoge von Fukuoka (vorher 1871–76 Kokura) im Wesentlichen seine heutigen Grenzen.

## Politik
- KPJ: 2
- Drei Solo-Fraktionen (darunter Ishin): 3
- Kenmin Club („Präfekturbürgerklub“; mit KDP, DVP): 11
- Kōmeitō: 3
- LDP: 24

Bei den einheitlichen Regionalwahlen im April 2023 wurde Kiichirō Satō, vorher Bürgermeister der Stadt Ōita, zum Gouverneur von Ōita gewählt. Er setzte sich mit Unterstützung der nationalen Regierungsparteien LDP und Kōmeitō und 57,3 % der Stimmen gegen Kiyoshi Adachi durch, vorher Mitte-links-gestützter parteiloser Oberhausabgeordneter für Ōita. Der vorherige Gouverneur Katsusada Hirose hatte sich nach fünf Amtszeiten zurückgezogen. Im 43-köpfigen Präfekturparlament von Ōita fiel die LDP bei den ebenfalls einheitlichen Wahlen auf 17 Sitze zurück, Unabhängige (von denen sich meist einige der LDP-Fraktion anschließen) gewannen 16 Sitze, keine andere Partei mehr als 3 Sitze.
Im Nationalparlament wird Ōita durch drei direkt gewählte Abgeordnete im Unterhaus und einen pro Teilwahl im Oberhaus vertreten. Nach den regulären Oberhauswahlen 2019, 2022, der Oberhausnachwahl 2023 und der allgemeinen Unterhauswahl 2024 besteht die direkt gewählte Delegation Ōitas ins nationale Parlament derzeit (Stand: November 2024) aus:
- im Unterhaus
  - Wahlkreis 1: Shūji Kira (parteilos zur Fraktion Yūshi no kai aus ehemaligen Demokraten, 7. Amtszeit),
  - Wahlkreis 2: Ken Hirose (parteilos zur LDP-Fraktion, 1. Amtszeit), der Sohn von Ex-Gouverneur Hirose, der sich 2024 gegen Hajime Yoshikawa (KDP) und den langjährigen Abgeordneten und Ex-Verteidigungsminister Seishirō Etō (LDP) durchsetzte,
  - Wahlkreis 3: Takeshi Iwaya (LDP, 10. Amtszeit), seit 2024 Außenminister,
- im Oberhaus
  - bis 2028: Harutomo Koshō (LDP, 1. Amtszeit), der 2022 deutlich gegen Vorgänger Shin’ya Adachi (DVP) gewann, und
  - bis 2025: Aki Shirasaka (LDP, 1. Amtszeit), die sich bei der Nachwahl 2023 für die Nachfolge von Kiyoshi Adachi extrem knapp gegen den ehemaligen SDP-Vorsitzenden Tadatomo Yoshida (KDP) durchsetzte. – Ōita, Heimatpräfektur von Tomiichi Murayama, war früher lange eine relative SPJ/SDP-Hochburg; aber den letzten sozialdemokratischen Erfolg bei Nationalwahlen in Ōita erzielte Yasumasa Shigeno bei der Unterhauswahl 2009.

Die Gemeinden der Präfektur
kreisfreie Städte: rosa
kreisangehörige Gemeinden: gelb

## Verwaltungsgliederung
Die Zahl der Gemeinden sank zwischen 1920 und 1950 von 258 auf 214. Im Jahr 1955 zählte man noch 70 und 25 Jahre später noch 58 Gemeinden. Durch die große Heisei-Eingemeindung von 2005 bis 2006, die bis auf Beppu, Tsukumi, Himeshima, Hiji, Kokonoe, Kusu alle Gemeinden in der Präfektur erfasste, sank deren Anzahl von 58 am 31. Dezember 2004 bis zum 31. März 2006 auf 18.
In nachstehender Tabelle sind die Landkreise (郡) kursiv dargestellt, darunter jeweils (eingerückt) die Kleinstädte (町) und das Dorf (村) darin. Die ersten beiden Stellen des Gebietskörperschaftscodes stehen für Ōita, die 3. Stelle für die Art der Gebietskörperschaft (-ken 0, -shi außer designierte Großstädte 2, -machi und -mura sowie die -gun, denen sie historisch angehören, 3 bis 7), die letzten beiden Stellen sind fortlaufende Nummern, wobei den -gun runde, durch 20 teilbare Schlüssel zugewiesen wurden, mit den zugehörigen -machi/-mura als anschließend fortlaufende Nummern. (Lücken entstanden später durch Fusionen, vor allem die große Heisei-Gebietsreform der 2000er Jahre).
| Code               | Name                                         | Name       | Fläche (in km²) | Bevölkerung  | Bevölkerungs- dichte (Ew./km²) |        |
| Code               | lateinisch                                   | japanisch  | 1. Januar 2023  | 1. März 2021 | 01.10.2015                     |        |
| ------------------ | -------------------------------------------- | ---------- | --------------- | ------------ | ------------------------------ | ------ |
| 44201              | Ōita-shi („Stadt Ōita“)                      | 大分市     | 502,39          | 477.186      | 478.146                        | 951,76 |
| 44202              | Beppu-shi                                    | 別府市     | 125,34          | 115.992      | 122.138                        | 974,45 |
| 44203              | Nakatsu-shi                                  | 中津市     | 491,44          | 82.714       | 83.965                         | 170,82 |
| 44204              | Hita-shi                                     | 日田市     | 666,03          | 61.755       | 66.523                         | 99,88  |
| 44205              | Saiki-shi                                    | 佐伯市     | 903,14          | 66.497       | 72.211                         | 79,96  |
| 44206              | Usuki-shi                                    | 臼杵市     | 291,20          | 35.681       | 38.748                         | 133,06 |
| 44207              | Tsukumi-shi                                  | 津久見市   | 79,48           | 15.664       | 17.969                         | 226,08 |
| 44208              | Taketa-shi                                   | 竹田市     | 477,53          | 19.688       | 22.332                         | 46,77  |
| 44209              | Bungo-Takada-shi („Stadt Takada [in] Bungo“) | 豊後高田市 | 206,24          | 21.901       | 22.853                         | 110,81 |
| 44210              | Kitsuki-shi                                  | 杵築市     | 280,08          | 27.668       | 30.185                         | 107,77 |
| 44211              | Usa-shi                                      | 宇佐市     | 439,05          | 52.767       | 56.258                         | 128,14 |
| 44212              | Bungo-Ōno-shi („Stadt Ōno [in] Bungo“)       | 豊後大野市 | 603,14          | 33.066       | 36.584                         | 60,66  |
| 44213              | Yufu-shi                                     | 由布市     | 319,32          | 32.698       | 34.262                         | 107,3  |
| 44214              | Kunisaki-shi                                 | 国東市     | 318,10          | 25.790       | 28.647                         | 90,06  |
| 44320              | Higashi-Kunisaki-gun („Kreis Ost-Kunisaki“)  | 東国東郡   | 6,99            |              | 1.991                          | 284,84 |
| 44322              | Himeshima-mura („Dorf Himeshima“)            | 姫島村     | 6,99            | 1713         | 1.991                          | 284,84 |
| 44340              | Hayami-gun                                   | 速見郡     | 73,26           |              | 28.058                         | 382,68 |
| 44341              | Hiji-machi („Stadt Hiji“)                    | 日出町     | 73,26           | 27.887       | 28.058                         | 382,68 |
| 44460              | Kusu-gun                                     | 玖珠郡     | 557,97          |              | 25.468                         | 45,65  |
| 44461              | Kokonoe-machi                                | 九重町     | 271,37          | 8616         | 9.645                          | 35,54  |
| 44462              | Kusu-machi                                   | 玖珠町     | 286,60          | 14.306       | 15.823                         | 55,23  |
| 44000 (ISO: JP-44) | Ōita-ken („Präfektur Ōita“)                  | 大分県     | 6.340,70        | 1.121.589    | 1.166.338                      | 183,94 |

## Größte Orte
| Census-Jahr | Einwohner | Einwohner | Einwohner | Einwohner |
| 2015        | 2010      | 2005      | 2000      |           |
| ----------- | --------- | --------- | --------- | --------- |
| Ōita        | 478.146   | 474.094   | 462.317   | 436.470   |
| Beppu       | 122.138   | 125.385   | 126.959   | 126.523   |
| Nakatsu     | 83.965    | 84.312    | 84.368    | 67.083    |
| Saiki       | 72.211    | 76.951    | 80.297    | 50.120    |
| Hita        | 66.523    | 70.940    | 74.165    | 62.507    |
| Usa         | 56.258    | 59.008    | 60.809    | 49.312    |
| Usuki       | 38.748    | 41.469    | 43.352    | 35.786    |
| Bungoōno    | 36.584    | 39.452    | 41.548    | ——        |
| Yufu        | 34.262    | 34.702    | 35.386    | ——        |
| Kitsuki     | 30.185    | 32.083    | 33.567    | 22.746    |
| Kunisaki    | 28.647    | 32.002    | ——        | ——        |
| Bungotakada | 22.853    | 23.906    | 25.114    | 18.506    |
| Taketa      | 22.332    | 24.423    | 26.534    | 17.489    |
| Tsukumi     | 17.969    | 19.917    | 21.456    | 23.164    |

Die kreisfreien Städte Bungoōno und Yufu entstanden 2005 durch Zusammenlegung

Die Kleinstadt Kunisaki wurde 2006 zur kreisfreien Stadt erhoben.

## Bevölkerungsentwicklung
| 1920 | 860.282   | 422.708 | 49,1 | 96,6 |
| 1925 | 915.136   | 451.298 | 49,3 | 97,3 |
| 1930 | 945.771   | 465.994 | 49,3 | 97,1 |
| 1935 | 980.458   | 481.549 | 49,1 | 96,5 |
| 1940 | 972.975   | 473.297 | 48,6 | 94,8 |
| 1945 | 1.233.651 | 593.075 | 48,1 | 92,6 |
| 1950 | 1.252.999 | 604.825 | 48,3 | 93,3 |
| 1955 | 1.277.199 | 616.402 | 48,3 | 93,3 |
| 1960 | 1.239.655 | 590.963 | 47,7 | 91,1 |
| 1965 | 1.187.480 | 559.433 | 47,1 | 89,1 |

| 1970 | 1.155.566 | 540.541 | 46,8 | 87,9 |
| 1975 | 1.190.314 | 561.760 | 47,2 | 89,4 |
| 1980 | 1.228.913 | 583.097 | 47,5 | 90,3 |
| 1985 | 1.250.214 | 593.014 | 47,4 | 90,2 |
| 1990 | 1.236.942 | 584.672 | 47,3 | 89,6 |
| 1995 | 1.231.306 | 581.909 | 47,3 | 89,6 |
| 2000 | 1.221.140 | 575.985 | 47,2 | 89,3 |
| 2005 | 1.209.571 | 569.796 | 47,1 | 89,1 |
| 2010 | 1.196.529 | 564.890 | 47,2 | 89,4 |
| 2015 | 1.166.338 | 551.932 | 47,3 | 89,8 |

## Wirtschaft
Die Präfektur Oita verfügt über eine ausgewogene industrielle Entwicklung in verschiedenen Bereichen, darunter Eisen und Stahl, Öl, Chemie, Halbleiter, Elektrizität, Automobile und Präzisionsinstrumente. Insbesondere die Ansiedlung des Automobilherstellers in Oita im Jahr 2004 hat zur Entstehung von Clustern mit mehr als 100 verbundenen Unternehmen geführt. In den letzten Jahren hat sich Oita auf die Förderung von Industrien der nächsten Generation konzentriert, indem es seine Stärken in den Bereichen medizinische Versorgung, Anwendungstechnologien des Elektromagnetismus und Wärme aus Onsen zusammenführte.